# Monte Mor
Monte Mor là một đô thị ở bang São Paulo của Brasil. Đô thị này nằm ở vĩ độ 22º56'48" độ vĩ nam và kinh độ 47º18'57" độ vĩ tây, trên khu vực có độ cao 560 m. Dân số năm 2006 là 46.047 người. Đô thị này có diện tích 240,8 km². Monte Mor là một phần của Vùng đô thị Campinas (RMC). Đô thị này cách São Paulo 122 km.

### Các giáo khu
- Nossa Senhora do Patrocínio
- Santo Antônio

## Thông tin nhân khẩu
Dữ liệu dân số theo điều tra dân số năm 2000
- Mật độ dân số (người/km²): 155,07
- Tỷ lệ tử vong trẻ sơ sinh dưới 1 tuổi (trên một triệu người): 14,08
- Tuổi thọ bình quân (tuổi): 72,20
- Tỷ lệ sinh (số trẻ trên mỗi bà mẹ): 2,08
- Tỷ lệ biết đọc biết viết: 89,59%
- Chỉ số phát triển con người (HDI-M): 0,783
- Chỉ số phát triển con người - Thu nhập: 0,700
- Chỉ số phát triển con người - Tuổi thọ: 0,787
- Chỉ số phát triển con người - Giáo dục: 0,862

## Rodovias
- SP-101 - Rodovia Jornalista Francisco Aguirre Proença
- SP-127